# Івлєв Дмитро Володимирович
Дмитро́ Володи́мирович І́влєв — старшина, Державна прикордонна служба України, учасник російсько-української війни.
Станом на лютий 2017-го — інспектор прикордонної служби, інструктор службової собаки, проживає з дружиною та сином в місті Харків.

## Нагороди
15 липня 2014 року — за особисту мужність і героїзм, виявлені у захисті державного суверенітету та територіальної цілісності України, вірність військовій присязі під час російсько-української війни, відзначений — нагороджений орденом «За мужність» III ступеня. Нагороду отримав у Центральному клінічному госпіталі прикордонного відомства, де лікувався після бойового поранення.